# USSR på vej mod kommunisme
|  | Denne artikel er oprettet af botten PalnaBot ud fra en ekstern database. Den kan derfor have sproglige fejl eller mangler. Denne skabelon kan fjernes efter kontrol af indholdet. |

USSR på vej mod kommunisme er en film instrueret af Tørk Haxthausen efter manuskript af Tørk Haxthausen.

## Handling
Det kommunistiske samfund defineres i officielle publikationer som "et samfund af frie, socialt bevidste, arbejdende mennesker, som har opnået selvstyre". Filmen analyserer det selvstyre, der allerede nu findes, ved en gennemgang af arbejdet i de forskellige råd og komitéer i beboelseskvarterer og skoler, hvor man forsøger at "opdrage sovjetmennesket til kommunisme".